# Championnat du monde des voitures de sport 1976
1975 1977
Le Championnat du monde des voitures de sport 1976 est la 24e saison du Championnat du monde des voitures de sport (WSC) FIA. Il est réservé aux voitures de Sport. Ce championnat s'est couru du 4 avril 1976 au 19 septembre 1976, comprenant sept courses.
Après la saison 1975, la FIA décide de séparer le championnat du monde en deux séries courant simultanément. Les voitures de sport « ouvertes » restent dans le championnat des voitures de sport pendant que les voitures de production courent dans un nouveau championnat de « marques ». Les épreuves auxquelles les deux types de voitures participent en même temps, comme les 12 Heures de Sebring ou les 24 Heures du Mans ne sont comptabilisées dans aucun des deux championnats.

## Calendrier
| Manche | Course                                        | Circuit                | Participants | Date         |
| ------ | --------------------------------------------- | ---------------------- | ------------ | ------------ |
| 1      | 300 km du Nürburgring - ADAC                  | Nürburgring            | 22           | 4 avril      |
| 2      | 4 Heures de Monza - Trofeo Filippo Caracciolo | Monza                  | 38           | 25 avril     |
| 3      | 500 km d'Imola - Trofeo Ignazio Giunti        | Imola                  | 29           | 23 mai       |
| 4      | 4 Heures de la Coppa Florio                   | Circuit d'Enna-Pergusa | 26           | 27 juin      |
| 5      | Player's 200 (200 miles)                      | Mosport Park           | 22           | 22 août      |
| 6      | 500 km de Dijon                               | Dijon-Prenois          | 22           | 5 septembre  |
| 7      | Elan Trophy (300 km)                          | Salzburgring           | 20           | 19 septembre |

## Résultats de la saison

### Attribution des points
Les points sont distribués aux dix premiers de chaque course dans l'ordre de 20-15-12-10-8-6-4-3-2-1 points.
Les constructeurs ne reçoivent les points que de leur voiture la mieux classée, les autres voitures du même constructeur ne marquant aucun point.

### Courses
| Manche | Circuit      | Équipe vainqueur           | Résultats  |
| Manche | Circuit      | Pilote vainqueur           | Résultats  |
| ------ | ------------ | -------------------------- | ---------- |
| 1      | Nürburgring  | #5 Joest Racing            | Résultats  |
| 1      | Nürburgring  | Reinhold Joest             | Résultats  |
| 2      | Monza        | #3 Martini Racing          | Résultats  |
| 2      | Monza        | Jochen Mass Jacky Ickx     | Résultats  |
| 3      | Imola        | #7 Martini Racing          | Résultats  |
| 3      | Imola        | Jochen Mass Jacky Ickx     | Résultats  |
| 4      | Pergusa      | #4 Martini Racing          | Résultats  |
| 4      | Pergusa      | Jochen Mass Rolf Stommelen | Résultats  |
| 5      | Mosport Park | #20 Martini Racing         | Résultats† |
| 5      | Mosport Park | Jacky Ickx                 | Résultats† |
| 6      | Dijon        | #6 Martini Racing          | Résultats  |
| 6      | Dijon        | Jochen Mass Jacky Ickx     | Résultats  |
| 7      | Salzburgring | #3 Martini Racing          | Résultats  |
| 7      | Salzburgring | Jochen Mass                | Résultats  |

† - Ickx termine la course derrière deux voitures CanAm de Groupe 7 (Shadow DN4-Chevrolet), mais ces voitures ne peuvent pas recevoir de points du championnat (Groupe 6).

### Championnat du monde des constructeurs
Seuls les cinq meilleurs résultats sont pris en compte dans le classement. Les autres points ne sont pas comptabilisés et sont indiqués en italique.
| Pos | Constructeur | 1  | 2  | 3  | 4  | 5  | 6  | 7  | Total |
| --- | ------------ | -- | -- | -- | -- | -- | -- | -- | ----- |
| 1   | Porsche      | 20 | 20 | 20 | 20 | 20 | 20 | 20 | 100   |
| 2   | Osella       |    | 10 | 10 | 15 |    |    | 12 | 47    |
| 3   | Alpine       |    | 15 |    |    | 15 | 15 |    | 45    |
| 4   | Lola         | 15 | 3  | 6  |    | 8  | 8  |    | 40    |
| 5   | March        | 10 | 1  |    | 12 |    |    |    | 23    |
| 6   | Chevron      |    |    |    |    | 10 | 4  | 4  | 18    |
| 7   | Alfa Romeo   |    |    | 15 |    |    |    |    | 15    |
| 8   | Mirage       |    |    |    |    | 12 |    |    | 12    |
| 9=  | Sauber       |    |    |    |    |    |    | 8  | 8     |
| 9=  | McLaren      | 8  |    |    |    |    |    |    | 8     |
| 11  | KMW          | 4  | 4  |    |    |    |    |    | 8     |
| 12= | Rex          | 6  |    |    |    |    |    |    | 6     |
| 12= | Abarth       |    |    |    |    |    |    | 6  | 6     |